# 蓬莱县抗日中学
蓬莱县抗日中学，1938年3月成立于山东省蓬莱县的一所抗日中学，是胶东抗日根据地的第一所抗日中学，同年8月并入胶东公学。

## 历史
1938年3月，蓬莱县抗日民主政府和山东人民抗日救国军第三军第二路政治部决定创办蓬莱县抗日中学。该校于3月25日在蓬莱大辛店村进行招生，4月1日在站马张家村正式开学，是胶东抗日根据地的第一所抗日中学。
学员结业后多被分配到第三军第二路各大队担任中队长、指导员、宣传员、卫生员等职务，部分分配到根据地区乡政府。1938年8月，抗日中学并入胶东公学。